# Eduard Alexandrowitsch von Falz-Fein

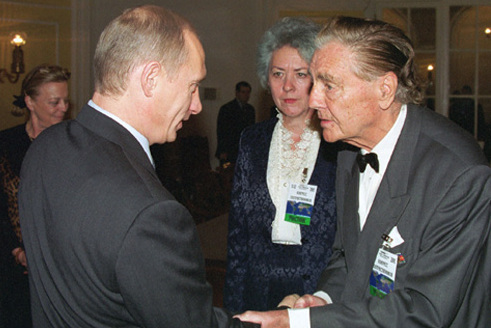
Eduard von Falz-Fein (rechts)
(Ehrung durch Wladimir Putin, 2001)

Eduard Alexandrowitsch Oleg von Falz-Fein (* 14. September 1912 in Gawrilowka, Gouvernement Cherson, Russisches Kaiserreich; † 17. November 2018 in Vaduz, Liechtenstein) war ein liechtensteinischer Unternehmer, Journalist und Sportfunktionär deutsch-russischer Herkunft.

## Leben
Eduard von Falz-Fein war der Sohn von Alexander Eduardovich von Falz-Fein (1864–1919) und Neffe von Friedrich von Falz-Fein. Seine Mutter Vera Jepantschina entstammte dem alten russischen Adelsgeschlecht Jepantschin, das eine Reihe von Admiralen und Generalen hervorgebracht hatte. Den Doppelnamen Falz-Fein trägt die Familie seit dem Jahr 1864; Fein war der Geburtsname der Urgroßmutter Elisabeth Anna Fein. Im Jahr 1872 erfolgte die Erhebung in den Stand eines „erblichen ehrenwerten Bürgers“ (Potomstwenny Potschotny Graschdanin) und 1915 – als Folge eines Zarenbesuchs im Vorjahr 1914 – die Erhebung in das russische erbliche Baronat. Die Familie war mit der Familie des Schriftstellers Vladimir Nabokov verschwägert.
Eduard von Falz-Fein starb am 17. November 2018 im Alter von 106 Jahren bei einem Hausbrand in seiner Villa. Hinterbliebene sind seine Tochter Ludmila Verkade (geb. 1952) und seine Enkelin. Er wurde in der Familiengruft in Nizza beigesetzt.

### Vor der Oktoberrevolution: Askanija-Nowa
Mit Erlaubnis des Zaren Nikolaus I. hatte Falz-Feins Ururgroßvater Friedrich Fein (1794–1864) mit Kaufvertrag vom 16. August 1856 vom Dessauer Herzog Leopold IV. die 52.000 Hektar grosse anhaltische Kolonie Askanija-Nowa bei Cherson gekauft, 100 Kilometer nördlich der Halbinsel Krim gelegen, mit 49.000 Schafen, 640 Pferden und 549 Rindern. Der Name geht auf die Askanier in Deutschland zurück.
Friedrich von Falz-Fein entwickelte daraus schrittweise das gleichnamige Naturschutzgebiet mit botanischem Garten und exotischem Tierpark, aber auch einer halben Million Schafen. Das Naturschutzgebiet wurde schliesslich eines der grössten der Welt. Ab 1921 war es staatliches Eigentum der Ukraine und ist heute UNESCO-Naturschutzgebiet. Es beherbergt noch immer viele exotische Tiere wie Antilopen, Bisons, Zebras, Strauße und Przewalski-Pferde. Im April 1914 besuchte Zar Nikolaus II. den Naturpark «Askania Nova» und die Familie Falz-Fein. Der Zar soll dabei den zweijährigen Eduard auf seinen Knien geschaukelt und dabei gescherzt haben: «Wachse, mein Sohn, und werde ein Mann!»

### Nach der Oktoberrevolution
Nach der russischen Revolution wurden die Ländereien der Falz-Feins von den Bolschewiki konfisziert, Askanija-Nowa wurde vollständig verwüstet. Die Familie zog in ihre Wohnung nach Sankt Petersburg, ihre letzte Station in Russland. Als Rotarmisten die Familie verhaften wollten, täuschte sie eine unheilbare, ansteckende Krankheit der Kinder vor, um der drohenden Erschiessung zu entgehen. Am 1. April 1919 floh die Familie schliesslich mit dem bulgarischen Dampfer „König Ferdinand“ nach Konstantinopel und von dort nach Berlin. 1923 emigrierte die Familie nach Nizza an der Côte d’Azur, wo der Vater eine Ferienvilla besass. Dort ging Falz-Fein zur Schule, studierte in Nizza und Paris Landwirtschaft und wurde französischer Studentenmeister im Radfahren. Nach dem Studium war Eduard von Falz-Fein Generalkorrespondent der französischen Sportzeitung «L’Auto».
1933 kam er nach eigenen Angaben erstmals ins Fürstentum Liechtenstein, wo er sich 1936 in Ruggell niederliess und von Fürst Franz I., einem früheren k. u. k. Botschafter in Russland, eingebürgert wurde. Von 1945 bis 2007 betrieb er unter der Marke «Quick» mehrere Souvenirshops, die von vielen mit Bussen anreisenden Tagestouristen frequentiert wurden. Daneben drehte er mehrere Dokumentarfilme über Liechtenstein und 1958 den Heimatfilm Kinder der Berge.

### Familie
Eduard von Falz-Fein war zweimal verheiratet. Die erste Frau war Virginia, Tochter des englischen Lord Noel Kertiss-Benneth. 1952 wurde ihre Tochter Ludmila geboren. Diese ist mit dem niederländischen Bildhauer Kees Verkade verheiratet. Sie leben in Monte Carlo und haben eine Tochter. Die zweite Frau, Christina Schwartz, arbeitete als Model in München. Sie heirateten 1964. 1977 starb sie an einer Drogenüberdosis. Es gab keine Kinder aus der zweiten Ehe.

### Sportliches Engagement
Besondere Verdienste erwarb sich Eduard von Falz-Fein um die olympische Bewegung in Liechtenstein. Seine beruflichen und familiären Verbindungen zum Internationalen Olympischen Komitee (IOC) nutzend, war er die treibende Kraft dafür, dass Liechtenstein an den Olympischen Spielen 1936 teilnehmen konnte, obwohl es damals noch kein Mitglied im IOC war. Zuvor wurde 1935 ein Olympisches Komitee in Liechtenstein gegründet, in dem Falz-Fein als Vizepräsident fungierte. Bei den Olympischen Spielen 1936 in Berlin stellte er fest, dass die Flagge Liechtensteins genauso aussah wie die Flagge Haitis; deshalb wurde später auf der Liechtensteiner Flagge ein fürstliches Emblem ergänzt.
Eine Zeitlang galt Falz-Fein fälschlicherweise als der älteste noch lebende Olympiateilnehmer. Er stellte jedoch richtig, dass es sich um eine Verwechslung mit seinem Cousin Eduard Theodor von Falz-Fein handelte, der im selben Jahr geboren war.
Seine sportliche Vorliebe galt dem Radsport. Als Pariser Radsportmeister und bekannt mit vielen europäischen Sportgrössen verschrieb sich Eduard von Falz-Fein seit 1951 dem Liechtensteiner Radsport. Er war in den Jahren 1951 sowie 1953 bis 1973 Präsident des Liechtensteinischen Radfahrerverbands und unterstützte in dieser Zeit viele Radsporttalente.
Im Jahr 2003 erhielt er zusammen mit Xaver Frick das Goldene Lorbeerblatt der Fürstlichen Regierung überreicht. 2011 wurde er anlässlich des 75-jährigen Jubiläums des Liechtensteinischen Olympischen Sportverbandes (nun Liechtenstein Olympic Committee) zum Ehrenmitglied ernannt. Das IOC verlieh ihm im Februar 2017 die Pierre-de-Coubertin-Medaille.
Von 1962 bis 1977 war Falz-Fein Schatzmeister der Fédération Internationale de Luge de Course und hatte maßgeblichen Anteil daran, dass Rennrodeln olympisch wurde. Seit 1978 war er Ehrenmitglied des internationalen Rodelverbandes.

### Engagement für die russische Kunst und Geschichte

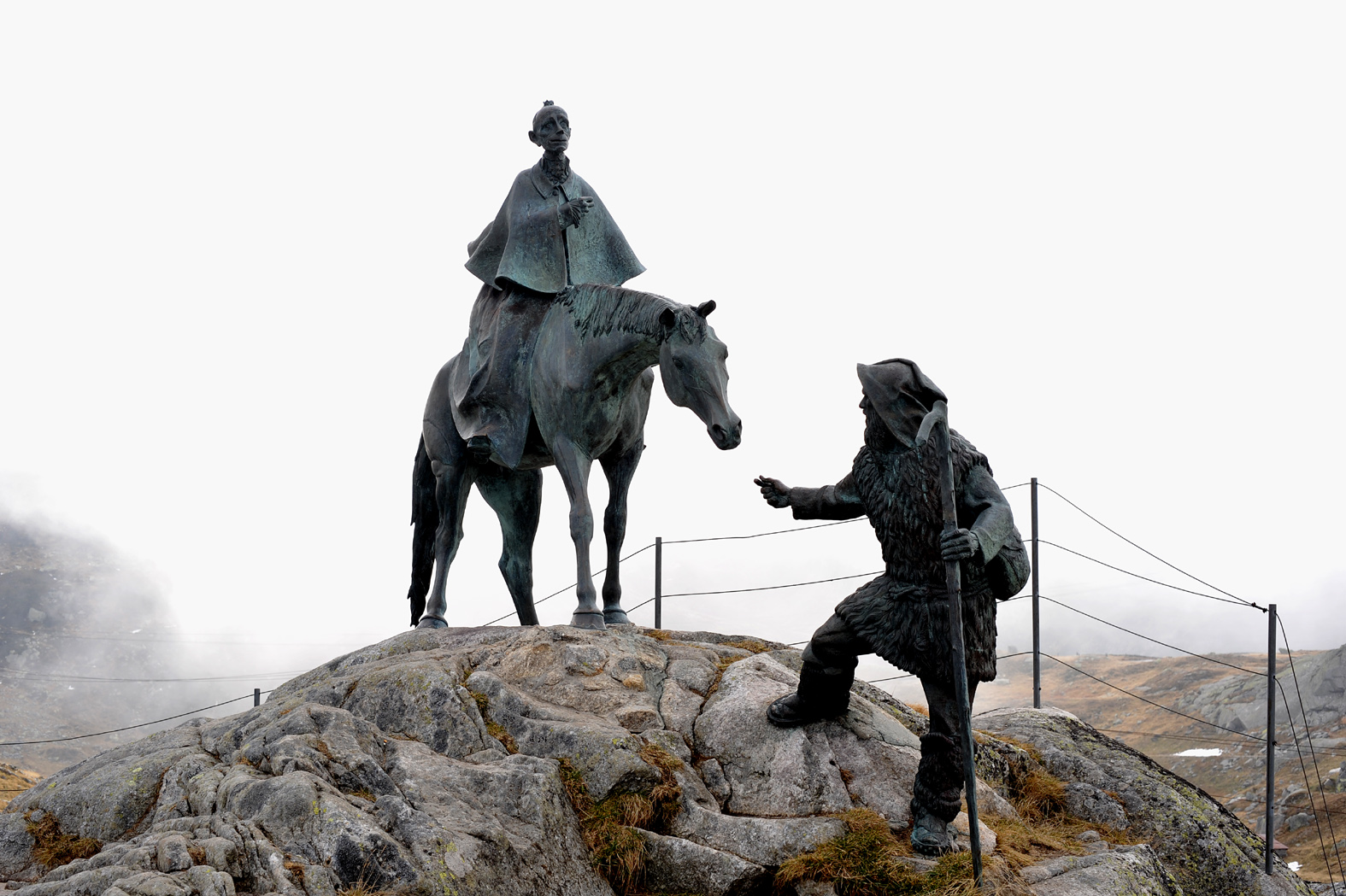
Reiterstandbild Suworows auf dem Gotthardpass

Falz-Fein kaufte bei Auktionen Kunstwerke, um sie dann dem russischen Staat zu übergeben. In der Schweiz liess er auf dem Gotthardpass eine Reiterstatue des russischen Generalissimus Alexander Wassiljewitsch Suworow aufstellen, der im Kampf gegen die Franzosen 1799 an dieser Stelle mit seinen Truppen über die Alpen zog.
Falz-Fein wohnte in der Villa „Askania Nova“ in Vaduz. Das Familienarchiv übergab er in den 2000er Jahren dem Ethnographischen Museum in Sankt Petersburg.

## Auszeichnungen
- 2002 wurde Eduard von Falz-Fein mit dem russischen Orden der Ehre ausgezeichnet.[11]
- 2007 erhielt er „für seinen bedeutenden Beitrag zur Erhaltung von Russlands Kulturerbe“ die Puschkin-Medaille.[12]
- Zu seinem 100. Geburtstag wurde er 2012 mit dem ein halbes Jahr zuvor erneut gestifteten Orden der Heiligen Katharina ausgezeichnet.[13]
- 2017 erhielt er die Pierre-de-Coubertin-Medaille.